# Thijs Goverde
Thijs Goverde (Nijmegen, 22 april 1976) is een Nederlands kinderboekenschrijver en cabaretier.

## Biografie

### Kinderboekenschrijver
Goverde studeerde filosofie te Nijmegen en debuteerde in 1998 in het kinderboekenfonds van Uitgeverij Holland met De Purperen Koningsmantel. Verhalen hieruit verschenen eerder in het tijdschrift Donald Duck. Sindsdien zijn meerdere kinderboeken, vertalingen en korte verhalen verschenen.
De boeken van Thijs Goverde kenmerken zich door sprookjeselementen in combinatie met een ongebreidelde fantasie. Zijn boek De Wraak van de Meesterdief was in Nederland genomineerd voor de Kinderboekwinkelprijs en stond op de longlist voor de Prijs van de Nederlandse Kinderjury. Ook in Vlaanderen was hetzelfde boek genomineerd voor de kinderjury prijs. In 2008 stond het boek "De jacht op de Meesterdief" op de longlist voor de Prijs van de Nederlandse Kinderjury.
Na een lovende bespreking in de Volkskrant meldt recensent Pjotr van Lenteren naar aanleiding van het slot van de Meesterdieftrilogie: "Goverde is een aanstekelijke verteller in de traditie van Paul Biegel en Tonke Dragt".

### Cabaretier
Als cabaretier was Thijs Goverde onderdeel van het cabaretduo Vreemd Apparaatje. In het theaterseizoen 2007/2008 trad hij solo op met de jeugdcabaretvoorstelling Dapper. Het materiaal voor deze voorstelling verzamelde hij onder andere tijdens schrijversbezoeken op scholen. In deze voorstelling speelt de riddertijd een belangrijke rol. In het theaterseizoen 2008/2009 is de voorstelling in reprise gegaan. Zijn tweede solovoorstelling Lekker Belangrijk is in het theaterseizoen 2009/2010 in première gegaan. Naar aanleiding van deze première schreef Trouw hierover: "Cabaretiers voor kinderen zijn op één hand te tellen en niet allemaal even leuk. Maar Thijs Goverde is een aanwinst."
In het seizoen 2013/2014 is de voorstelling Opgeruimd in première gegaan.

### Boeken
- De purperen koningsmantel, Uitgeverij Holland, Haarlem, 1998
- De zwijnenkoning, Uitgeverij Holland, Haarlem, 1999
- Het teken van de Heksenjagers, Uitgeverij Holland, Haarlem, 2001
- De ongelofelijke Leonardo, Uitgeverij Holland, Haarlem, 2003
- Het Witte Eiland, Uitgeverij Holland, Haarlem, 2004
- Het bloed van de verraders, Uitgeverij Holland, Haarlem, 2005
- De wraak van de meesterdief, Uitgeverij Holland, Haarlem, 2006
- De jacht op de meesterdief, Uitgeverij Holland, Haarlem, 2007
- De toren van de tovenaar, Kinderboekenmarktboek, Den Haag, 2007
- De hand van de meesterdief, Uitgeverij Holland, Haarlem, 2008
- Donderkat, Uitgeverij Holland, Haarlem, 2010
- De Glanzende Stad, Uitgeverij Holland, Haarlem, 2011
- Donderkat vs Kettingzaag, Uitgeverij Holland, Haarlem, 2013
- Donderkat op de vlucht, Uitgeverij Holland, Haarlem, 2014
- Donderkat game over, Uitgeverij Holland, Haarlem, 2015
- Donderkat en de Engel des Doods, Uitgeverij Holland, Haarlem, 2017
- Wisselkinderen, Uitgeverij Ploegsma, amsterdam, 2019

### Korte verhalen in
- Het grote verjaardagsboek, Uitgeverij Holland, 2010
- Het grote boek van Sinterklaas, Uitgeverij Holland, 2008
- Keet in de klas, Uitgeverij Holland, 1999, 2008
- Het grote roversboek, Uitgeverij Holland, 2000
- Het grote heksenboek, Uitgeverij Holland, 2001
- Monsters en Griezels, Uitgeverij Holland, 2002
- Dansen met de clown, Uitgeverij Holland, 2002
- Spionnen en Speurders, Uitgeverij Holland, 2003
- Elke dag dierendag, Uitgeverij Holland, 2004
- Het grote geheimboek, Uitgeverij Holland, 2005